# Lagtingsvalget 1974
Lagtingsvalget på Færøerne 1974 blev afholdt 7. november 1974.
Javnaðarflokkurin forbliver det største parti i Lagtinget, og partiets formand Atli Dam tager fat på sin anden periode som lagmand.

## Resultater
| Parti                | Tilslutning | Mandater i Lagtinget | Ændring fra 1970 (mandater) | Ændring fra 1970 (%) |
| -------------------- | ----------- | -------------------- | --------------------------- | -------------------- |
| Fólkaflokkurin       | 20,5 %      | 5                    | —                           | 0,5                  |
| Sambandsflokkurin    | 19,1 %      | 5                    | -1                          | -1,4                 |
| Javnaðarflokkurin    | 25,8 %      | 7                    | —                           | -1,4                 |
| Sjálvstýrisflokkurin | 7,2 %       | 2                    | +1                          | 1,6                  |
| Tjóðveldisflokkurin  | 22,5 %      | 6                    | —                           | 0,6                  |
| Framburðsflokkurin   | 2,5 %       | 1                    | —                           | -1,0                 |
| Løsgængere           | 2,5 %       | 0                    | nyt                         | 2,5                  |

## Eksterne Henvisninger
- Hagstova Føroya — Íbúgvaviðurskifti og val (Færøsk statistik)